# Efesa De La Villa
Efesa De La Villa este o arie protejată (arie specială de conservare — SAC, sit de importanță comunitară — SCI) din Spania întinsă pe o suprafață de 1.270,19 ha, integral pe uscat.

## Localizare
Centrul sitului Efesa De La Villa este situat la coordonatele 41°13′25″N 0°03′34″E / 41.2235°N 0.059547°E.

## Înființare
Situl Efesa De La Villa a fost declarat sit de importanță comunitară în aprilie 1999 pentru a proteja 1 specie de plante. Situl a fost protejat și ca arie specială de conservare în februarie 2021.

## Biodiversitate
Situată în ecoregiunea mediteraneană, aria protejată conține 3 habitate naturale: Vegetație gipsofilă iberică (Gypsophiletalia), Matorral arborescenți cu Juniperus spp., Tufărișuri halo-nitrofile (Pegano-Salsoletea).
La baza desemnării sitului se află o specie protejată de  plante: Boleum asperum.
Pe lângă speciile protejate, pe teritoriul sitului au mai fost identificate 5 specii de plante, 12 specii de păsări, 1 specie de amfibieni, 2 specii de mamifere, 2 specii de reptile.